# Missió d'Assistència de les Nacions Unides per a l'Iraq
La Missió d'Assistència de les Nacions Unides per a l'Iraq (UNAMI, per les seves sigles en anglès) va ser establerta el 14 d'agost de 2003 mitjançant la Resolució 1500 del Consell de Seguretat de les Nacions Unides. Va estar associada amb la Coalició multinacional a l'Iraq.
El seu mandat opera a través d'un Representant Especial del Secretari General de l'ONU a l'Iraq. El primer representant va ser el brasiler Sergio Vieira de Mello, assassinat a la seu de Nacions Unides a Bagdad per un cotxe bomba el 19 d'agost de 2003. El mandat de UNAMI va ser estès fins al 31 de juliol de 2018 mitjançant la resolució 2367 del Consell de Seguretat de les Nacions Unides del 14 de juliol de 2017. Una de les metes del mandat de UNAMI és implementar el Pacte Internacional amb l'Iraq.

## Mandat
El mandat actual de la UNAMI es va ampliar fins al 31 de juliol de 2018, de conformitat amb la resolució 2367 del Consell de Seguretat de les Nacions Unides, aprovada el 14 de juliol de 2017. Una de les seves tasques és implementar el Pacte Internacional amb Iraq. La Missió està obligada "tal com ho permeten les circumstàncies" i "a petició del Govern de l'Iraq" per:
- Assessorament i assistència al Govern de l'Iraq en:
  - avançar en el seu diàleg inclusiu, polític i reconciliació nacional;
  - desenvolupament de processos per celebrar eleccions i referèndums;
  - revisió constitucional i aplicació de disposicions constitucionals;
  - desenvolupament de processos acceptables per al Govern de l'Iraq per resoldre els límits interns en disputa;
  - Facilitar el diàleg regional, inclosos els temes de seguretat fronterera, energia i refugiats;
  - Planificació, finançament i implementació de programes de reintegració per als antics membres de grups armats il·legals;
  - Planificació inicial per a la realització d'un cens complet;
- Promoure, donar suport i facilitar, en coordinació amb el Govern de l'Iraq:
  - La coordinació i lliurament de l'assistència humanitària i el retorn segur, ordenat i voluntari, segons correspongui;
  - La implementació del Pacte Internacional amb l'Iraq, inclosa la coordinació amb els donants i les institucions financeres internacionals;
  - La coordinació i la implementació de programes per millorar la capacitat de l'Iraq de proporcionar serveis essencials per a la seva gent i continuar la coordinació activa dels donants dels programes crítics de reconstrucció i assistència a través del Fons Internacional de Reconstrucció per a Iraq (IRFFI);
  - La reforma econòmica, la creació de capacitat i les condicions per al desenvolupament sostenible, fins i tot mitjançant la coordinació amb les organitzacions nacionals i regionals i, si s'escau, la societat civil, els donants i les institucions financeres internacionals;
  - El desenvolupament de serveis efectius civils, socials i essencials, fins i tot mitjançant capacitació i conferències a l'Iraq quan sigui possible;
  - Les contribucions dels organismes, fons i programes de les Nacions Unides als objectius esmentats en aquesta resolució sota un lideratge unitari del secretari general a través del seu representant especial per a l'Iraq;
- I també promoure la protecció dels drets humans i la reforma jurídica i judicial per reforçar l'estat de dret a l'Iraq.[4]

## Representants Especials
| Representant             | Període     |
| ------------------------ | ----------- |
| Sergio Vieira de Mello † | 2003        |
| Ross Mountain (interí)   | 2003 - 2004 |
| Ashraf Qazi              | 2004 - 2007 |
| Staffan de Mistura       | 2007 - 2009 |
| Ad Melkert               | 2009 - 2011 |
| Martin Kobler            | 2011 - 2013 |
| Nickolay Mladenov        | 2013 - 2015 |
| Ján Kubiš                | 2015 -      |

## Representants militars i guàrdies
- Fiji : 269 soldats fijians[14] responsables de protegir el personal i les instal·lacions de les Nacions Unides en la Zona Verda de Bagdad.
- Dinamarca: un observador militar.[14] Prèviament, al voltant de 35 soldats foren desplegats com a guàrdies de l'ONU.
- Nova Zelanda: un observador militar.[14]
- Austràlia: dos observadors militars.[14]
- Jordània: dos observadors militars.[14]
- Nepal: un observador militar i 104 soldats.[14]

Representants retirats
- Romania: 100 soldats romanesos foren enviats a l'Iraq en març de 2005 per a un desplegament de 6 mesos en suport a la UNAMI.
- Geòrgia: al voltant de 550 soldats georgians van ser desplegats en juny de 2005 per a labors de protecció. Van ser posats sota comandament nord-americà en un anell de seguretat en la Zona Verda, per després unir-se al contingent georgià de la Coalició multinacional a l'Iraq.
- Canadà: un observador militar (entre octubre de 2004 i juliol de 2007).
- Àustria: va tenir un observador militar.[14]
- Regne Unit: va tenir un observador militar.[14]
- Estats Units: va tenir quatre observadors militars.[14]